# Polizeiruf 110: Eine andere Welt
Eine andere Welt ist ein deutscher Kriminalfilm von Nicolai Rohde aus dem Jahr 2012. Es ist die 332. Folge innerhalb der Filmreihe Polizeiruf 110. Hauptkommissarin Olga Lenski ist nach der Geburt ihres Kindes und ihren daran anschließenden Mutterschaftsurlaub wieder im Dienst. In ihrem dritten Fall steht ihr wiederum Hauptmeister Horst Krause, der in seinem 20. Fall ermittelt, zur Seite. Aufzuklären haben beide die Umstände, die zu dem Tod eines jungen Mädchens führten, dem eine Vergewaltigung vorausging.

## Handlung
Die Leiche der gerade 18-jährigen Kristina Domke wird von dem Nachtwächter Bogdan Kuljakow auf dem von ihm zu beaufsichtigenden Schrottplatz entdeckt. Kuljakow hält sich illegal in Deutschland auf. Kriminalhauptkommissarin Olga Lenski und Polizeihauptmeister Horst Krause nehmen ihre Ermittlungen auf. Die Tote hat eine auffällige Stirnverletzung. An ihrem Handgelenk befindet sich ein Stempel der In-Disco „Taxo“. Als Lenski Domkes Eltern befragt, stellt sie fest, dass diese nur sehr wenig über das Leben ihrer Tochter wissen. Auch eine Befragung von Kristinas engster Freundin Hanna Löns bringt die Kommissarin vorerst nicht viel weiter. Da das „Taxo“ Videoaufzeichnungen seiner Gäste macht, schauen sich Lenski und Krause diese an. Man ist sich sicher, dass Ecstasy oder eine andere Droge im Spiel ist. Krause will wissen, wohin so etwas führe, Lenskis lakonische Antwort: „In eine andere Welt.“
Am nächsten Tag will Hanna Löns von ihren Klassenkameraden Jan Gottsched und „Ditsche“ Kummert wissen, was am Abend zuvor losgewesen sei und wann sie Kristina zum letzten Mal gesehen hätten. Eine befriedigende Antwort erhält sie nicht. Wie man inzwischen weiß, ist Kristina Domke misshandelt und von zwei Tätern vergewaltigt worden. Auslösung für ihren Tod war ihre schwere Kopfverletzung, bei der sich ein Blutgerinnsel gebildet hatte. Außerdem war die junge Frau im zweiten Monat schwanger. Auch eine Befragung, die  Lenski in Kristinas Klasse durchführt, bringt den Fall nicht wirklich voran.
Erst als man feststellt, dass die junge Frau in einem hinter dem Schrottplatz aufgefundenen ausgebrannten Alfa Romeo dorthin geschafft worden sein muss, kommt Bewegung in die Sache. Anhand der noch lesbaren Fahrgestellnummer kann der Halter ausfindig gemacht werden. Es ist Professor Henner Gottsched, Jans Vater. Der Professor zeigt sich überrascht und meint, er sei über Wochenende auf einer Tagung gewesen. Als er seinen Sohn befragt, gesteht Jan, dass der Wagen ihm in jener verhängnisvollen Nacht gestohlen worden sei. Lenskis Verdacht gegen die beiden jungen Männer verstärkt sich weiter. Als ihr dann Hanna Löns auch noch erzählt, dass Jan ihnen im „Taxo“ ein Mittel gegeben habe, von dem sie geglaubt hätten, es handele sich um Ecstasy, das aber etwas anderes gewesen sein müsse, da sie erst Stunden später wieder aufgewacht sei, verdichtet sich der Verdacht gegen Jan und Ditsche weiter. Hannas Vater ist der Meinung, dass die Pillen dazu gedient hätten, die Mädchen gefügig zu machen. Von Dennis Kuscinsky, einem weiteren Schulkameraden der Jugendlichen, erfährt Lenski, dass er beobachtet habe, wie die vier im Separee der Disco Geschlechtsverkehr gehabt hätten, danach habe es einen Streit gegeben und dann seien alle zusammen weggefahren. Aufzeichnungen aus dem „Taxo“ bestätigen seine Version eines Streits. Jan und Ditsche streiten nicht ab, Geschlechtsverkehr mit den Mädchen gehabt zu haben, aber mit ihrem Tod hätten sie nichts zu tun. Der Beischlaf sei einvernehmlich erfolgt, betonen sie noch.
Nicht nur Dennis fühlt sich bedroht, auch Hanna wird von Ditsche scharf angegangen, ihr Vater solle die Anzeige gegen ihn und Jan zurückziehen, sonst werde er das entsprechende Video ins Netz stellen, woraus hervorginge, dass sie keine Gewalt hätten anwenden müssen.
Es stellt sich heraus, dass Bogdan Kuljakow nicht die Wahrheit gesagt haben kann, er muss in jener Nacht etwas beobachtet haben. Er macht jedoch Schwierigkeiten und verlangt für seine Aussage eine Einbürgerungsurkunde. Nachdem Jan und Ditsche vorläufig festgenommen worden sind, überrascht Jans Vater, der die Jungen verteidigt, im Haftprüfungstermin nicht nur das Gericht, sondern auch Lenski mit der Feststellung, dass Kuljakow in jener Nacht überhaupt nichts gesehen habe könne, da er seinen Dienst geschwänzt habe und gar nicht auf dem Schrottplatz gewesen sei. Jan und Ditsche werden aus der Haft entlassen. Lenski sucht das Gespräch mit Krause, zusammen gehen sie noch einmal alles durch. Kristinas schwere Kopfverletzung kann auch durch einen Aufprallunfall hervorgerufen worden sein, wie der Kommissarin von dem Pathologen Dr. Stolte bestätigt wird. Ist die junge Frau in dem Alfa Romeo vor den Jungen geflohen und hatte dabei einen Unfall? Sind Jan und Ditsche ihr in einem Taxi gefolgt?
Während Andreas Löns Jan und Ditsche in der Nähe der Schule, bewaffnet mit einem Baseballschläger, abpasst, dabei aber von Ditsche überrumpelt und schwer geschlagen wird, schaut Krause sich noch einmal an dem Ort um, wo der Alfa Romeo einen Unfall hatte, und findet dort mit Hilfe seines Hundes ein Handy. Zur selben Zeit befragt Lenski Dennis, der heimlich in Kristina verliebt war und all ihre Schritte aufzeichnete. Auf einem dieser Videos entdeckt die Kommissarin zu ihrer großen Verwunderung Henner Gottsched in verdächtiger Weise mit Kristina. Anhand des aufgefundenen Handys wird festgestellt, wem Kristinas letzter Anruf galt.
Lenski fährt zu Henner Gottsched und konfrontiert ihn damit, dass er nicht, wie ausgesagt, das gesamte Wochenende abwesend gewesen, sondern bereits Samstagabend zurückgekehrt sei. Kristina habe ihn um 2.13 Uhr angerufen, nachdem sie einen Unfall gehabt habe, und um Hilfe gebeten. Er sei auch der Vater des Kindes, das sie erwartet habe. Gottsched tut so, als sei er sich keiner Schuld bewusst. Als er zu ihr gekommen sei, sei ihr Kreislauf schon zusammengebrochen gewesen. Auf Lenskis Feststellung, er habe einfach nur den Notarzt rufen müssen, erwidert er fast teilnahmslos, „ja“, das sei ein Fehler gewesen. Er wird abgeführt. „Wegen der Vergewaltigung werden Jan und sein Kumpel Ditsche sich zu verantworten haben“, entgegnet Lenski auf Krauses entsprechende Frage.

## Produktion
Gedreht wurde vom 7. August bis 5. September 2012 in Dallgow-Döberitz, Eberswalde und Umgebung in Brandenburg. Der Film trug den Arbeitstitel Doppeltes Spiel.
Soundtrack: Sexy and I know it – LMFAO und SexyBack – Justin Timberlake
In dieser Folge kehrt Kriminalhauptkommissarin Olga Lenski aus ihrer Babypause zurück, die Maria Simon auch im wahren Leben genommen hatte.

## Rezeption

### Einschaltquote
Bei seiner Erstausstrahlung folgten 6,63 Mio. Zuschauer dem Film, was einem Marktanteil von 18,6 % entsprach.

## Kritik
TV Spielfilm fasste sein Urteil in dem Satz zusammen: „Will viel, unterhält aber nur ganz okay“. Man stieß sich daran, dass Themen wie „verdrängte Schuld, Verwerfungen zwischen den Generationen, verstecke Einsamkeit und Drogenkonsum“ nur angerissen würden, „gute Absichten“ zwar „unverkennbar“ seien, „tiefere Erkenntnisse“ aber ausbleiben würden. Für Anspruch, Action und Spannung wurde jeweils nur ein Punkt von drei möglichen gegeben.
Rainer Tittelbachs (tittelbach.tv) Urteil dagegen fiel ganz anders aus: „Rohdes Krimi ist spannend und flüssig, sinnlich und emotional intensiv erzählt. Trotz der Vielzahl an Figuren zerfasert der Film nicht, sondern besitzt große Geschlossenheit. Der überkonstruierte Krimiplot fällt dagegen deutlich ab. Fazit: ein recht guter, kein sehr guter ‚Polizeiruf‘!“
Das Fernsehmagazin Gong war der Ansicht, dass der Film „stark erzählt“ worden sei. Der Krimi bekam vier von sechs möglichen Punkten, was der Wertung „Gut“ entspricht. Das Fernsehmagazin Hörzu bewertete den Polizeiruf mit „Gelungen“.